# لا فليش والون 2024
لا فليش والون 2024 (بالفرنسية: Flèche wallonne 2024)‏ هو سباق دراجات هوائية، وهو الموسم الثامن والثمانين من لا فليش والون، وأقيم في 17 أبريل 2024 ضمن سباقات طواف العالم للدراجات 2024.
فاز بالمركز الأول ستيفن وليامز، وحلَّ في المركز الثاني Kévin Vauquelin ‏، بينما جاء Maxim Van Gils ‏ في المركز الثالث.

## الفرق
| فرق عالمية (18)- Arkéa-B&B Hotels - Alpecin-Deceuninck - Astana Qazaqstan Team - Bahrain Victorious - Bora-Hansgrohe - Cofidis - Decathlon-AG2R La Mondiale - EF Education-EasyPost - Groupama-FDJ - Ineos Grenadiers - Intermarché-Wanty - Lidl-Trek - Movistar Team - Soudal Quick-Step - Team dsm-firmenich PostNL - Team Jayco AlUla - Team Visma \| Lease a Bike - UAE Team Emirates فرق برو (7)- بنجوال باوليز ساوكس دبليو بي ‏ - أوسكالتيل أوسكادي 2024 ‏ - Israel-Premier Tech - Lotto Dstny - فريق Q36.5 موسم 2024 ‏ - TotalEnergies - أونو-إكس موبيليتي ‏ |  |
| |  |

## المشاركون
| UAE Team Emirates UAD | UAE Team Emirates UAD | UAE Team Emirates UAD |
| --------------------- | --------------------- | --------------------- |
| م                     | عداء                  | مرتبة                 |
| 1                     | مارك هيرشي (طريق)     | لم يكمل السباق        |
| 2                     | خوان أيوسو            | لم يكمل السباق        |
| 3                     | Finn Fisher-Black ‏    | لم يكمل السباق        |
| 4                     | جواو ألميدا           | لم يكمل السباق        |
| 5                     | براندون ماكنولتي      | لم يكمل السباق        |
| 6                     | دومين نوفاك           | لم يكمل السباق        |
| 7                     | دييغو يليسي           | لم يكمل السباق        |

| Lidl-Trek LTK | Lidl-Trek LTK            | Lidl-Trek LTK  |
| ------------- | ------------------------ | -------------- |
| م             | عداء                     | مرتبة          |
| 11            | Mattias Skjelmose (طريق) | لم يكمل السباق |
| 12            | Andrea Bagioli ‏          | لم يكمل السباق |
| 13            | جوليان برنارد            | لم يكمل السباق |
| 14            | باتريك كونراد            | لم يكمل السباق |
| 15            | باوك موليما              | 35             |
| 16            | سام أومن                 | لم يكمل السباق |
| 17            | توم سكوجين               | 12             |

| Soudal Quick-Step SOQ | Soudal Quick-Step SOQ | Soudal Quick-Step SOQ |
| --------------------- | --------------------- | --------------------- |
| م                     | عداء                  | مرتبة                 |
| 21                    | Mauri Vansevenant ‏    | لم يكمل السباق        |
| 22                    | Antoine Huby ‏         | لم يكمل السباق        |
| 23                    | جيمس نوكس             | لم يكمل السباق        |
| 24                    | Pepijn Reinderink ‏    | لم يكمل السباق        |
| 25                    | بيتر سيري             | لم يكمل السباق        |
| 26                    | Ilan Van Wilder ‏      | 16                    |
| 27                    | Louis Vervaeke ‏       | لم يكمل السباق        |

| Israel-Premier Tech IPT | Israel-Premier Tech IPT | Israel-Premier Tech IPT |
| ----------------------- | ----------------------- | ----------------------- |
| م                       | عداء                    | مرتبة                   |
| 31                      | ديلان تيونز             | لم يكمل السباق          |
| 32                      | جورج بينيت              | لم يكمل السباق          |
| 33                      | سيمون كلارك             | لم يكمل السباق          |
| 34                      | جاكوب فوجلسانج          | لم يكمل السباق          |
| 35                      | نيك شولتز               | لم يكمل السباق          |
| 36                      | جيك ستيوارت             | لم يكمل السباق          |
| 37                      | ستيفن وليامز            | 1                       |

| Cofidis COF | Cofidis COF      | Cofidis COF    |
| ----------- | ---------------- | -------------- |
| م           | عداء             | مرتبة          |
| 41          | جون ازقيراي      | لم يكمل السباق |
| 42          | روبين فرنانديز   | لم يكمل السباق |
| 43          | بن هيرمانز       | لم يكمل السباق |
| 44          | خيسوس هييرادة    | لم يكمل السباق |
| 45          | جوركا إيزاجير    | لم يكمل السباق |
| 46          | Guillaume Martin | 10             |
| 47          | أنتوني بيريز     | لم يكمل السباق |

| Team Visma \| Lease a Bike TVL | Team Visma \| Lease a Bike TVL | Team Visma \| Lease a Bike TVL |
| ------------------------------ | ------------------------------ | ------------------------------ |
| م                              | عداء                           | مرتبة                          |
| 51                             | تيسج بنوت                      | 9                              |
| 52                             | Johannes Staune-Mittet ‏        | 27                             |
| 53                             | Milan Vader ‏                   | لم يكمل السباق                 |
| 54                             | Loe van Belle ‏                 | لم يكمل السباق                 |
| 55                             | توش فان دير ساندي              | لم يكمل السباق                 |
| 56                             | Tim van Dijke ‏                 | 20                             |
| 57                             | جوليان فيرموت                  | لم يكمل السباق                 |

| Lotto Dstny LTD | Lotto Dstny LTD   | Lotto Dstny LTD |
| --------------- | ----------------- | --------------- |
| م               | عداء              | مرتبة           |
| 61              | Maxim Van Gils ‏   | 3               |
| 62              | Jenno Berckmoes ‏  | لم يكمل السباق  |
| 63              | Logan Currie ‏     | لم يكمل السباق  |
| 64              | Jarrad Drizners ‏  | لم يكمل السباق  |
| 65              | Andreas Kron ‏     | 41              |
| 66              | Sylvain Moniquet ‏ | لم يكمل السباق  |
| 67              | يوناس غريغارد     | لم يكمل السباق  |

| Team dsm-firmenich PostNL DFP | Team dsm-firmenich PostNL DFP | Team dsm-firmenich PostNL DFP |
| ----------------------------- | ----------------------------- | ----------------------------- |
| م                             | عداء                          | مرتبة                         |
| 71                            | Kevin Vermaerke ‏              | لم يكمل السباق                |
| 72                            | Matthew Dinham ‏               | لم يكمل السباق                |
| 73                            | Patrick Eddy ‏                 | لم يكمل السباق                |
| 74                            | Enzo Leijnse ‏                 | 21                            |
| 75                            | Tim Naberman ‏                 | لم يكمل السباق                |
| 76                            | Martijn Tusveld ‏              | لم يكمل السباق                |
| 77                            | فرانك فان دن بروك ‏            | لم يكمل السباق                |

| Arkéa-B&B Hotels ARK | Arkéa-B&B Hotels ARK | Arkéa-B&B Hotels ARK |
| -------------------- | -------------------- | -------------------- |
| م                    | عداء                 | مرتبة                |
| 81                   | Kévin Vauquelin ‏     | 2                    |
| 82                   | Louis Barré ‏         | لم يكمل السباق       |
| 83                   | Clément Champoussin ‏ | 11                   |
| 84                   | Ewen Costiou ‏        | لم يكمل السباق       |
| 85                   | أنتوني ديلابلاسي     | لم يكمل السباق       |
| 86                   | Simon Guglielmi ‏     | لم يكمل السباق       |
| 87                   | Laurens Huys ‏        | لم يكمل السباق       |

| Movistar Team MOV | Movistar Team MOV    | Movistar Team MOV |
| ----------------- | -------------------- | ----------------- |
| م                 | عداء                 | مرتبة             |
| 91                | Oier Lazkano ‏ (طريق) | لم يكمل السباق    |
| 92                | اليكس ارانبورو       | لم يكمل السباق    |
| 93                | Jorge Arcas ‏         | لم يكمل السباق    |
| 94                | Carlos Canal ‏        | 38                |
| 95                | دافيد فورمولو        | 24                |
| 96                | إيفان غارسيا         | لم يكمل السباق    |
| 97                | Iván Romeo ‏          | لم يكمل السباق    |

| Bahrain Victorious TBV | Bahrain Victorious TBV | Bahrain Victorious TBV |
| ---------------------- | ---------------------- | ---------------------- |
| م                      | عداء                   | مرتبة                  |
| 101                    | بيلو بلباو             | لم يكمل السباق         |
| 102                    | يوكيا أراشيرو          | لم يكمل السباق         |
| 103                    | Santiago Buitrago ‏     | 5                      |
| 104                    | Nicolò Buratti ‏        | لم يكمل السباق         |
| 105                    | Fran Miholjević ‏       | لم يكمل السباق         |
| 106                    | Łukasz Wiśniowski ‏     | لم يكمل السباق         |
| 107                    | Edoardo Zambanini ‏     | لم يكمل السباق         |

| أونو-إكس موبيليتي ‏ UXM | أونو-إكس موبيليتي ‏ UXM | أونو-إكس موبيليتي ‏ UXM |
| ---------------------- | ---------------------- | ---------------------- |
| م                      | عداء                   | مرتبة                  |
| 111                    | توبياس هالاند يوهانسن  | 6                      |
| 112                    | Martin Urianstad ‏      | 43                     |
| 113                    | أودد كريستيان إيكينغ   | 17                     |
| 114                    | ماركوس هويلجارد        | 30                     |
| 115                    | Ådne Holter ‏           | 31                     |
| 116                    | أندرس سكارسيث          | 23                     |
| 117                    | Andreas Leknessund ‏    | 36                     |

| Ineos Grenadiers IGD | Ineos Grenadiers IGD | Ineos Grenadiers IGD |
| -------------------- | -------------------- | -------------------- |
| م                    | عداء                 | مرتبة                |
| 121                  | توم بيدكوك           | لم يكمل السباق       |
| 122                  | لورينز دي بلس        | لم يكمل السباق       |
| 123                  | عمر فريل             | لم يكمل السباق       |
| 124                  | إيثان هايتر          | لم يكمل السباق       |
| 125                  | ميكال كوياتكووسكي    | لم يكمل السباق       |
| 126                  | براندون ريفيرا ‏      | لم يكمل السباق       |
| 127                  | Cameron Wurf ‏        | لم يكمل السباق       |

| Alpecin-Deceuninck ADC | Alpecin-Deceuninck ADC | Alpecin-Deceuninck ADC |
| ---------------------- | ---------------------- | ---------------------- |
| م                      | عداء                   | مرتبة                  |
| 131                    | Axel Laurance ‏         | 18                     |
| 132                    | كوينتن هيرمانز         | 19                     |
| 133                    | Juri Hollmann ‏         | لم يكمل السباق         |
| 134                    | سورين كراغ أندرسن      | 37                     |
| 135                    | شاندرو ميوريس          | لم يكمل السباق         |
| 136                    | Luca Vergallito ‏       | 44                     |
| 137                    | Stan Van Tricht ‏       | لم يكمل السباق         |

| EF Education-EasyPost EFE | EF Education-EasyPost EFE   | EF Education-EasyPost EFE |
| ------------------------- | --------------------------- | ------------------------- |
| م                         | عداء                        | مرتبة                     |
| 141                       | ريتشارد كاراباز             | 13                        |
| 142                       | أوين دول                    | لم يكمل السباق            |
| 143                       | Ben Healy (cyclist) ‏ (طريق) | 34                        |
| 144                       | ميكيل فروليش أونوريه        | لم يكمل السباق            |
| 145                       | آرشي ريان ‏                  | لم يكمل السباق            |
| 146                       | جيمس شو                     | لم يكمل السباق            |
| 147                       | Harry Sweeny ‏               | لم يكمل السباق            |

| Team Jayco AlUla JAY | Team Jayco AlUla JAY           | Team Jayco AlUla JAY |
| -------------------- | ------------------------------ | -------------------- |
| م                    | عداء                           | مرتبة                |
| 151                  | مايكل ماثيوز                   | لم يكمل السباق       |
| 152                  | لوسون كرادوك                   | لم يكمل السباق       |
| 153                  | Davide De Pretto ‏              | لم يكمل السباق       |
| 154                  | Luke Durbridge ‏                | لم يكمل السباق       |
| 155                  | Anders Foldager ‏               | لم يكمل السباق       |
| 156                  | Jan Maas (cyclist, born 1996) ‏ | لم يكمل السباق       |
| 157                  | ماورو شميد                     | لم يكمل السباق       |

| Groupama-FDJ GFC | Groupama-FDJ GFC      | Groupama-FDJ GFC |
| ---------------- | --------------------- | ---------------- |
| م                | عداء                  | مرتبة            |
| 161              | ديفيد جودو            | لم يكمل السباق   |
| 162              | Lorenzo Germani ‏      | 40               |
| 163              | رومان جريجوار         | 7                |
| 164              | فالنتين مادواس (طريق) | 15               |
| 165              | كوينتين باشر          | لم يكمل السباق   |
| 166              | Rémy Rochas ‏          | لم يكمل السباق   |
| 167              | كليمنت روسو           | لم يكمل السباق   |

| Intermarché-Wanty IWA | Intermarché-Wanty IWA | Intermarché-Wanty IWA |
| --------------------- | --------------------- | --------------------- |
| م                     | عداء                  | مرتبة                 |
| 171                   | Francesco Busatto ‏    | لم يكمل السباق        |
| 172                   | بابتيست بلانكايرت     | لم يكمل السباق        |
| 173                   | ليليان كالجمان        | لم يكمل السباق        |
| 174                   | Kevin Colleoni ‏       | لم يكمل السباق        |
| 175                   | Tom Paquot ‏           | لم يكمل السباق        |
| 176                   | لورينزو روتا          | لم يكمل السباق        |
| 177                   | Rein Taaramäe         | لم يكمل السباق        |

| TotalEnergies TEN | TotalEnergies TEN   | TotalEnergies TEN |
| ----------------- | ------------------- | ----------------- |
| م                 | عداء                | مرتبة             |
| 181               | Mathieu Burgaudeau ‏ | لم يكمل السباق    |
| 182               | Fabien Doubey ‏      | 25                |
| 183               | Fabien Grellier ‏    | لم يكمل السباق    |
| 184               | Alan Jousseaume ‏    | لم يكمل السباق    |
| 185               | Jordan Jegat ‏       | 14                |
| 186               | الكسيس فويليرموز    | لم يكمل السباق    |
| 187               | Mattéo Vercher ‏     | لم يكمل السباق    |

| Decathlon-AG2R La Mondiale DAT | Decathlon-AG2R La Mondiale DAT | Decathlon-AG2R La Mondiale DAT |
| ------------------------------ | ------------------------------ | ------------------------------ |
| م                              | عداء                           | مرتبة                          |
| 191                            | بينوا كوسنيفروي                | 4                              |
| 192                            | برونو أرميريل                  | 22                             |
| 193                            | Dorian Godon ‏                  | 8                              |
| 194                            | Jordan Labrosse ‏               | لم يكمل السباق                 |
| 195                            | Paul Lapeira ‏                  | لم يكمل السباق                 |
| 196                            | Nicolas Prodhomme ‏             | 32                             |
| 197                            | Valentin Retailleau ‏           | لم يكمل السباق                 |

| Astana Qazaqstan Team AST | Astana Qazaqstan Team AST | Astana Qazaqstan Team AST |
| ------------------------- | ------------------------- | ------------------------- |
| م                         | عداء                      | مرتبة                     |
| 201                       | بيترو فيلاسكو (طريق)      | لم يكمل السباق            |
| 202                       | Samuele Battistella ‏      | لم يكمل السباق            |
| 203                       | Anthon Charmig ‏           | 42                        |
| 204                       | Igor Chzhan ‏              | لم يكمل السباق            |
| 205                       | Yevgeniy Fedorov ‏         | لم يكمل السباق            |
| 206                       | كريستيان سكاروني ‏         | لم يكمل السباق            |
| 207                       | Santiago Umba ‏            | لم يكمل السباق            |

| Bora-Hansgrohe BOH | Bora-Hansgrohe BOH | Bora-Hansgrohe BOH |
| ------------------ | ------------------ | ------------------ |
| م                  | عداء               | مرتبة              |
| 211                | ألكساندر فلاسوف    | لم يكمل السباق     |
| 212                | Roger Adrià ‏       | 26                 |
| 213                | جيوفاني أليوتي     | لم يكمل السباق     |
| 214                | Alexander Hajek ‏   | لم يكمل السباق     |
| 215                | بوب جونهيلس        | لم يكمل السباق     |
| 216                | Matteo Sobrero ‏    | لم يكمل السباق     |
| 217                | Frederik Wandahl ‏  | لم يكمل السباق     |

| فريق الدراجات Q36.5 ‏ Q36 | فريق الدراجات Q36.5 ‏ Q36 | فريق الدراجات Q36.5 ‏ Q36 |
| ------------------------ | ------------------------ | ------------------------ |
| م                        | عداء                     | مرتبة                    |
| 221                      | جيانلوكا برامبيلا        | لم يكمل السباق           |
| 222                      | Walter Calzoni ‏          | لم يكمل السباق           |
| 223                      | مارك دونوفان             | لم يكمل السباق           |
| 224                      | Alessandro Fancellu ‏     | لم يكمل السباق           |
| 225                      | داميان هاوسون            | 29                       |
| 226                      | Joey Rosskopf ‏           | لم يكمل السباق           |
| 227                      | جيمس ويلان               | لم يكمل السباق           |

| بنجوال باوليز ساوكس دبليو بي ‏ BWB | بنجوال باوليز ساوكس دبليو بي ‏ BWB | بنجوال باوليز ساوكس دبليو بي ‏ BWB |
| --------------------------------- | --------------------------------- | --------------------------------- |
| م                                 | عداء                              | مرتبة                             |
| 231                               | فلوريس دي تير                     | لم يكمل السباق                    |
| 232                               | Louka Matthys ‏                    | لم يكمل السباق                    |
| 233                               | Johan Meens ‏                      | 39                                |
| 234                               | Luca Van Boven ‏                   | 28                                |
| 235                               | Aaron Van der Beken ‏              | لم يكمل السباق                    |
| 236                               | Giacomo Villa ‏                    | لم يكمل السباق                    |
| 237                               | لويك فليجن                        | لم يكمل السباق                    |

| أوسكالتيل أوسكادي ‏ EUS | أوسكالتيل أوسكادي ‏ EUS | أوسكالتيل أوسكادي ‏ EUS |
| ---------------------- | ---------------------- | ---------------------- |
| م                      | عداء                   | مرتبة                  |
| 241                    | Gotzon Martín ‏         | لم يكمل السباق         |
| 242                    | Xabier Berasategi ‏     | لم يكمل السباق         |
| 243                    | Xabier Isasa ‏          | لم يكمل السباق         |
| 244                    | فيكتور دي لا بارتي     | لم يكمل السباق         |
| 245                    | James Fouché ‏          | 33                     |
| 246                    | Txomin Juaristi ‏       | لم يكمل السباق         |
| 247                    | Iker Mintegi ‏          | لم يكمل السباق         |

| UAE Team Emirates UAD | UAE Team Emirates UAD | UAE Team Emirates UAD |
| --------------------- | --------------------- | --------------------- |
| م                     | عداء                  | مرتبة                 |
| 1                     | مارك هيرشي (طريق)     | لم يكمل السباق        |
| 2                     | خوان أيوسو            | لم يكمل السباق        |
| 3                     | Finn Fisher-Black ‏    | لم يكمل السباق        |
| 4                     | جواو ألميدا           | لم يكمل السباق        |
| 5                     | براندون ماكنولتي      | لم يكمل السباق        |
| 6                     | دومين نوفاك           | لم يكمل السباق        |
| 7                     | دييغو يليسي           | لم يكمل السباق        |

| Lidl-Trek LTK | Lidl-Trek LTK            | Lidl-Trek LTK  |
| ------------- | ------------------------ | -------------- |
| م             | عداء                     | مرتبة          |
| 11            | Mattias Skjelmose (طريق) | لم يكمل السباق |
| 12            | Andrea Bagioli ‏          | لم يكمل السباق |
| 13            | جوليان برنارد            | لم يكمل السباق |
| 14            | باتريك كونراد            | لم يكمل السباق |
| 15            | باوك موليما              | 35             |
| 16            | سام أومن                 | لم يكمل السباق |
| 17            | توم سكوجين               | 12             |

| Soudal Quick-Step SOQ | Soudal Quick-Step SOQ | Soudal Quick-Step SOQ |
| --------------------- | --------------------- | --------------------- |
| م                     | عداء                  | مرتبة                 |
| 21                    | Mauri Vansevenant ‏    | لم يكمل السباق        |
| 22                    | Antoine Huby ‏         | لم يكمل السباق        |
| 23                    | جيمس نوكس             | لم يكمل السباق        |
| 24                    | Pepijn Reinderink ‏    | لم يكمل السباق        |
| 25                    | بيتر سيري             | لم يكمل السباق        |
| 26                    | Ilan Van Wilder ‏      | 16                    |
| 27                    | Louis Vervaeke ‏       | لم يكمل السباق        |

| Israel-Premier Tech IPT | Israel-Premier Tech IPT | Israel-Premier Tech IPT |
| ----------------------- | ----------------------- | ----------------------- |
| م                       | عداء                    | مرتبة                   |
| 31                      | ديلان تيونز             | لم يكمل السباق          |
| 32                      | جورج بينيت              | لم يكمل السباق          |
| 33                      | سيمون كلارك             | لم يكمل السباق          |
| 34                      | جاكوب فوجلسانج          | لم يكمل السباق          |
| 35                      | نيك شولتز               | لم يكمل السباق          |
| 36                      | جيك ستيوارت             | لم يكمل السباق          |
| 37                      | ستيفن وليامز            | 1                       |

| Cofidis COF | Cofidis COF      | Cofidis COF    |
| ----------- | ---------------- | -------------- |
| م           | عداء             | مرتبة          |
| 41          | جون ازقيراي      | لم يكمل السباق |
| 42          | روبين فرنانديز   | لم يكمل السباق |
| 43          | بن هيرمانز       | لم يكمل السباق |
| 44          | خيسوس هييرادة    | لم يكمل السباق |
| 45          | جوركا إيزاجير    | لم يكمل السباق |
| 46          | Guillaume Martin | 10             |
| 47          | أنتوني بيريز     | لم يكمل السباق |

| Team Visma \| Lease a Bike TVL | Team Visma \| Lease a Bike TVL | Team Visma \| Lease a Bike TVL |
| ------------------------------ | ------------------------------ | ------------------------------ |
| م                              | عداء                           | مرتبة                          |
| 51                             | تيسج بنوت                      | 9                              |
| 52                             | Johannes Staune-Mittet ‏        | 27                             |
| 53                             | Milan Vader ‏                   | لم يكمل السباق                 |
| 54                             | Loe van Belle ‏                 | لم يكمل السباق                 |
| 55                             | توش فان دير ساندي              | لم يكمل السباق                 |
| 56                             | Tim van Dijke ‏                 | 20                             |
| 57                             | جوليان فيرموت                  | لم يكمل السباق                 |

| Lotto Dstny LTD | Lotto Dstny LTD   | Lotto Dstny LTD |
| --------------- | ----------------- | --------------- |
| م               | عداء              | مرتبة           |
| 61              | Maxim Van Gils ‏   | 3               |
| 62              | Jenno Berckmoes ‏  | لم يكمل السباق  |
| 63              | Logan Currie ‏     | لم يكمل السباق  |
| 64              | Jarrad Drizners ‏  | لم يكمل السباق  |
| 65              | Andreas Kron ‏     | 41              |
| 66              | Sylvain Moniquet ‏ | لم يكمل السباق  |
| 67              | يوناس غريغارد     | لم يكمل السباق  |

| Team dsm-firmenich PostNL DFP | Team dsm-firmenich PostNL DFP | Team dsm-firmenich PostNL DFP |
| ----------------------------- | ----------------------------- | ----------------------------- |
| م                             | عداء                          | مرتبة                         |
| 71                            | Kevin Vermaerke ‏              | لم يكمل السباق                |
| 72                            | Matthew Dinham ‏               | لم يكمل السباق                |
| 73                            | Patrick Eddy ‏                 | لم يكمل السباق                |
| 74                            | Enzo Leijnse ‏                 | 21                            |
| 75                            | Tim Naberman ‏                 | لم يكمل السباق                |
| 76                            | Martijn Tusveld ‏              | لم يكمل السباق                |
| 77                            | فرانك فان دن بروك ‏            | لم يكمل السباق                |

| Arkéa-B&B Hotels ARK | Arkéa-B&B Hotels ARK | Arkéa-B&B Hotels ARK |
| -------------------- | -------------------- | -------------------- |
| م                    | عداء                 | مرتبة                |
| 81                   | Kévin Vauquelin ‏     | 2                    |
| 82                   | Louis Barré ‏         | لم يكمل السباق       |
| 83                   | Clément Champoussin ‏ | 11                   |
| 84                   | Ewen Costiou ‏        | لم يكمل السباق       |
| 85                   | أنتوني ديلابلاسي     | لم يكمل السباق       |
| 86                   | Simon Guglielmi ‏     | لم يكمل السباق       |
| 87                   | Laurens Huys ‏        | لم يكمل السباق       |

| Movistar Team MOV | Movistar Team MOV    | Movistar Team MOV |
| ----------------- | -------------------- | ----------------- |
| م                 | عداء                 | مرتبة             |
| 91                | Oier Lazkano ‏ (طريق) | لم يكمل السباق    |
| 92                | اليكس ارانبورو       | لم يكمل السباق    |
| 93                | Jorge Arcas ‏         | لم يكمل السباق    |
| 94                | Carlos Canal ‏        | 38                |
| 95                | دافيد فورمولو        | 24                |
| 96                | إيفان غارسيا         | لم يكمل السباق    |
| 97                | Iván Romeo ‏          | لم يكمل السباق    |

| Bahrain Victorious TBV | Bahrain Victorious TBV | Bahrain Victorious TBV |
| ---------------------- | ---------------------- | ---------------------- |
| م                      | عداء                   | مرتبة                  |
| 101                    | بيلو بلباو             | لم يكمل السباق         |
| 102                    | يوكيا أراشيرو          | لم يكمل السباق         |
| 103                    | Santiago Buitrago ‏     | 5                      |
| 104                    | Nicolò Buratti ‏        | لم يكمل السباق         |
| 105                    | Fran Miholjević ‏       | لم يكمل السباق         |
| 106                    | Łukasz Wiśniowski ‏     | لم يكمل السباق         |
| 107                    | Edoardo Zambanini ‏     | لم يكمل السباق         |

| أونو-إكس موبيليتي ‏ UXM | أونو-إكس موبيليتي ‏ UXM | أونو-إكس موبيليتي ‏ UXM |
| ---------------------- | ---------------------- | ---------------------- |
| م                      | عداء                   | مرتبة                  |
| 111                    | توبياس هالاند يوهانسن  | 6                      |
| 112                    | Martin Urianstad ‏      | 43                     |
| 113                    | أودد كريستيان إيكينغ   | 17                     |
| 114                    | ماركوس هويلجارد        | 30                     |
| 115                    | Ådne Holter ‏           | 31                     |
| 116                    | أندرس سكارسيث          | 23                     |
| 117                    | Andreas Leknessund ‏    | 36                     |

| Ineos Grenadiers IGD | Ineos Grenadiers IGD | Ineos Grenadiers IGD |
| -------------------- | -------------------- | -------------------- |
| م                    | عداء                 | مرتبة                |
| 121                  | توم بيدكوك           | لم يكمل السباق       |
| 122                  | لورينز دي بلس        | لم يكمل السباق       |
| 123                  | عمر فريل             | لم يكمل السباق       |
| 124                  | إيثان هايتر          | لم يكمل السباق       |
| 125                  | ميكال كوياتكووسكي    | لم يكمل السباق       |
| 126                  | براندون ريفيرا ‏      | لم يكمل السباق       |
| 127                  | Cameron Wurf ‏        | لم يكمل السباق       |

| Alpecin-Deceuninck ADC | Alpecin-Deceuninck ADC | Alpecin-Deceuninck ADC |
| ---------------------- | ---------------------- | ---------------------- |
| م                      | عداء                   | مرتبة                  |
| 131                    | Axel Laurance ‏         | 18                     |
| 132                    | كوينتن هيرمانز         | 19                     |
| 133                    | Juri Hollmann ‏         | لم يكمل السباق         |
| 134                    | سورين كراغ أندرسن      | 37                     |
| 135                    | شاندرو ميوريس          | لم يكمل السباق         |
| 136                    | Luca Vergallito ‏       | 44                     |
| 137                    | Stan Van Tricht ‏       | لم يكمل السباق         |

| EF Education-EasyPost EFE | EF Education-EasyPost EFE   | EF Education-EasyPost EFE |
| ------------------------- | --------------------------- | ------------------------- |
| م                         | عداء                        | مرتبة                     |
| 141                       | ريتشارد كاراباز             | 13                        |
| 142                       | أوين دول                    | لم يكمل السباق            |
| 143                       | Ben Healy (cyclist) ‏ (طريق) | 34                        |
| 144                       | ميكيل فروليش أونوريه        | لم يكمل السباق            |
| 145                       | آرشي ريان ‏                  | لم يكمل السباق            |
| 146                       | جيمس شو                     | لم يكمل السباق            |
| 147                       | Harry Sweeny ‏               | لم يكمل السباق            |

| Team Jayco AlUla JAY | Team Jayco AlUla JAY           | Team Jayco AlUla JAY |
| -------------------- | ------------------------------ | -------------------- |
| م                    | عداء                           | مرتبة                |
| 151                  | مايكل ماثيوز                   | لم يكمل السباق       |
| 152                  | لوسون كرادوك                   | لم يكمل السباق       |
| 153                  | Davide De Pretto ‏              | لم يكمل السباق       |
| 154                  | Luke Durbridge ‏                | لم يكمل السباق       |
| 155                  | Anders Foldager ‏               | لم يكمل السباق       |
| 156                  | Jan Maas (cyclist, born 1996) ‏ | لم يكمل السباق       |
| 157                  | ماورو شميد                     | لم يكمل السباق       |

| Groupama-FDJ GFC | Groupama-FDJ GFC      | Groupama-FDJ GFC |
| ---------------- | --------------------- | ---------------- |
| م                | عداء                  | مرتبة            |
| 161              | ديفيد جودو            | لم يكمل السباق   |
| 162              | Lorenzo Germani ‏      | 40               |
| 163              | رومان جريجوار         | 7                |
| 164              | فالنتين مادواس (طريق) | 15               |
| 165              | كوينتين باشر          | لم يكمل السباق   |
| 166              | Rémy Rochas ‏          | لم يكمل السباق   |
| 167              | كليمنت روسو           | لم يكمل السباق   |

| Intermarché-Wanty IWA | Intermarché-Wanty IWA | Intermarché-Wanty IWA |
| --------------------- | --------------------- | --------------------- |
| م                     | عداء                  | مرتبة                 |
| 171                   | Francesco Busatto ‏    | لم يكمل السباق        |
| 172                   | بابتيست بلانكايرت     | لم يكمل السباق        |
| 173                   | ليليان كالجمان        | لم يكمل السباق        |
| 174                   | Kevin Colleoni ‏       | لم يكمل السباق        |
| 175                   | Tom Paquot ‏           | لم يكمل السباق        |
| 176                   | لورينزو روتا          | لم يكمل السباق        |
| 177                   | Rein Taaramäe         | لم يكمل السباق        |

| TotalEnergies TEN | TotalEnergies TEN   | TotalEnergies TEN |
| ----------------- | ------------------- | ----------------- |
| م                 | عداء                | مرتبة             |
| 181               | Mathieu Burgaudeau ‏ | لم يكمل السباق    |
| 182               | Fabien Doubey ‏      | 25                |
| 183               | Fabien Grellier ‏    | لم يكمل السباق    |
| 184               | Alan Jousseaume ‏    | لم يكمل السباق    |
| 185               | Jordan Jegat ‏       | 14                |
| 186               | الكسيس فويليرموز    | لم يكمل السباق    |
| 187               | Mattéo Vercher ‏     | لم يكمل السباق    |

| Decathlon-AG2R La Mondiale DAT | Decathlon-AG2R La Mondiale DAT | Decathlon-AG2R La Mondiale DAT |
| ------------------------------ | ------------------------------ | ------------------------------ |
| م                              | عداء                           | مرتبة                          |
| 191                            | بينوا كوسنيفروي                | 4                              |
| 192                            | برونو أرميريل                  | 22                             |
| 193                            | Dorian Godon ‏                  | 8                              |
| 194                            | Jordan Labrosse ‏               | لم يكمل السباق                 |
| 195                            | Paul Lapeira ‏                  | لم يكمل السباق                 |
| 196                            | Nicolas Prodhomme ‏             | 32                             |
| 197                            | Valentin Retailleau ‏           | لم يكمل السباق                 |

| Astana Qazaqstan Team AST | Astana Qazaqstan Team AST | Astana Qazaqstan Team AST |
| ------------------------- | ------------------------- | ------------------------- |
| م                         | عداء                      | مرتبة                     |
| 201                       | بيترو فيلاسكو (طريق)      | لم يكمل السباق            |
| 202                       | Samuele Battistella ‏      | لم يكمل السباق            |
| 203                       | Anthon Charmig ‏           | 42                        |
| 204                       | Igor Chzhan ‏              | لم يكمل السباق            |
| 205                       | Yevgeniy Fedorov ‏         | لم يكمل السباق            |
| 206                       | كريستيان سكاروني ‏         | لم يكمل السباق            |
| 207                       | Santiago Umba ‏            | لم يكمل السباق            |

| Bora-Hansgrohe BOH | Bora-Hansgrohe BOH | Bora-Hansgrohe BOH |
| ------------------ | ------------------ | ------------------ |
| م                  | عداء               | مرتبة              |
| 211                | ألكساندر فلاسوف    | لم يكمل السباق     |
| 212                | Roger Adrià ‏       | 26                 |
| 213                | جيوفاني أليوتي     | لم يكمل السباق     |
| 214                | Alexander Hajek ‏   | لم يكمل السباق     |
| 215                | بوب جونهيلس        | لم يكمل السباق     |
| 216                | Matteo Sobrero ‏    | لم يكمل السباق     |
| 217                | Frederik Wandahl ‏  | لم يكمل السباق     |

| فريق الدراجات Q36.5 ‏ Q36 | فريق الدراجات Q36.5 ‏ Q36 | فريق الدراجات Q36.5 ‏ Q36 |
| ------------------------ | ------------------------ | ------------------------ |
| م                        | عداء                     | مرتبة                    |
| 221                      | جيانلوكا برامبيلا        | لم يكمل السباق           |
| 222                      | Walter Calzoni ‏          | لم يكمل السباق           |
| 223                      | مارك دونوفان             | لم يكمل السباق           |
| 224                      | Alessandro Fancellu ‏     | لم يكمل السباق           |
| 225                      | داميان هاوسون            | 29                       |
| 226                      | Joey Rosskopf ‏           | لم يكمل السباق           |
| 227                      | جيمس ويلان               | لم يكمل السباق           |

| بنجوال باوليز ساوكس دبليو بي ‏ BWB | بنجوال باوليز ساوكس دبليو بي ‏ BWB | بنجوال باوليز ساوكس دبليو بي ‏ BWB |
| --------------------------------- | --------------------------------- | --------------------------------- |
| م                                 | عداء                              | مرتبة                             |
| 231                               | فلوريس دي تير                     | لم يكمل السباق                    |
| 232                               | Louka Matthys ‏                    | لم يكمل السباق                    |
| 233                               | Johan Meens ‏                      | 39                                |
| 234                               | Luca Van Boven ‏                   | 28                                |
| 235                               | Aaron Van der Beken ‏              | لم يكمل السباق                    |
| 236                               | Giacomo Villa ‏                    | لم يكمل السباق                    |
| 237                               | لويك فليجن                        | لم يكمل السباق                    |

| أوسكالتيل أوسكادي ‏ EUS | أوسكالتيل أوسكادي ‏ EUS | أوسكالتيل أوسكادي ‏ EUS |
| ---------------------- | ---------------------- | ---------------------- |
| م                      | عداء                   | مرتبة                  |
| 241                    | Gotzon Martín ‏         | لم يكمل السباق         |
| 242                    | Xabier Berasategi ‏     | لم يكمل السباق         |
| 243                    | Xabier Isasa ‏          | لم يكمل السباق         |
| 244                    | فيكتور دي لا بارتي     | لم يكمل السباق         |
| 245                    | James Fouché ‏          | 33                     |
| 246                    | Txomin Juaristi ‏       | لم يكمل السباق         |
| 247                    | Iker Mintegi ‏          | لم يكمل السباق         |

## التصنيف العام النهائي
| التصنيف العام         | التصنيف العام         | التصنيف العام              | التصنيف العام | التصنيف العام |
| العداء                | العداء                | الفريق                     | الوقت         |               |
| --------------------- | --------------------- | -------------------------- | ------------- | ------------- |
| 1                     | ستيفن وليامز          | Israel-Premier Tech        | 4 س 40 د 24 ث |               |
| 2                     | Kévin Vauquelin ‏      | Arkéa-B&B Hotels           | + 0 ث         |               |
| 3                     | Maxim Van Gils ‏       | Lotto Dstny                | + 3 ث         |               |
| 4                     | بينوا كوسنيفروي       | Decathlon-AG2R La Mondiale | + 3 ث         |               |
| 5                     | Santiago Buitrago ‏    | Bahrain Victorious         | + 3 ث         |               |
| 6                     | توبياس هالاند يوهانسن | أونو-إكس موبيليتي ‏         | + 10 ث        |               |
| 7                     | رومان جريجوار         | Groupama-FDJ               | + 10 ث        |               |
| 8                     | Dorian Godon ‏         | Decathlon-AG2R La Mondiale | + 10 ث        |               |
| 9                     | تيسج بنوت             | Team Visma \| Lease a Bike | + 10 ث        |               |
| 10                    | ويليام مارتن          | Cofidis                    | + 10 ث        |               |
|                       |                       |                            |               |               |
| مصدر: ProCyclingStats |                       |                            |               |               |

## وصلات خارجية
- الموقع الرسمي
- لمحة عن سباق لا فليش والون 2024 على موقع  ProCyclingStats   (برو  سايكلنج  ستاتس) - إحصاءات  محترفي  الدراجات.
- لا فليش والون 2024 على موقع إحصائيات الدراجات الإحترافية (الإنجليزية)